# World of Darkness

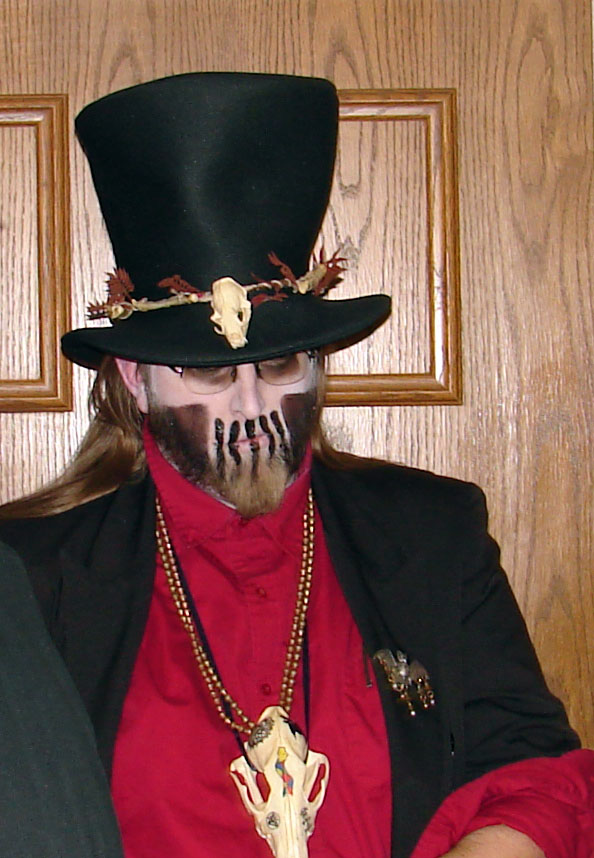
Upíři jsou jednou z hlavních postav World of Darkness

World of Darkness (WoD, česky Svět temnoty) je název, který používají tři podobné (v některých ohledech však velmi rozdílné) fiktivní herní světy. První vytvořil na počátku 90. let Mark Rein-Hagen, zatímco druhý pochází z návrhu herního studia firmy White Wolf, kterou Rein-Hagen pomáhal založit. První dvě prostředí Světa temnoty byla použita pro několik her s hororovými náměty a jsou postavena na Storyteller a Storytelling systému. Třetí prostředí, Monte Cook's World of Darkness, zahrnuje pouze jeden produkt a pro hraní využívá systém d20.

## Starý Svět temnoty (old World of Darkness, oWoD)

### Pozadí
První prostředí bylo vytvořeno v roce 1991 s vydáním Vampire: The Masquerade a následně bylo podporováno až do roku 2004, kdy bylo ukončeno vydáním Time of Judgment. Námět starého Světa temnoty byl samotnými tvůrci popsán jako „gothic-punk“.
Svět temnoty se podobá našemu skutečnému světu, ale je mnohem temnější, spletitější a konspirativnější. Lidstvo ztrácí naději, zatímco je skrytě využíváno a ovládáno nadpřirozenými bytostmi jako jsou upíři, vlkodlaci a přízraky. Co Svět temnoty odlišuje od většiny dalších hororových prostředí je fakt, že všechna tato stvoření nejsou jen osamělými dravci, kteří musí být dopadeni a zničeni, ale že to jsou početné a inteligentní bytosti, které tvoří tajné spolky, frakce a aliance a obyčejných lidí používají jako šachových figurek ve svých vlastních smrtících hrách o moc, často trvajících i celá století nebo tisíciletí.
V tomto prostředí se nachází vzájemně propletené konspirace, některé odrážející ty známé z našeho světě, jiné zcela unikátní. Spolky mocných mágů, kotérie protřelých vampírů a další podivné mocnosti soupeří mezi sebou navzájem o nadvládu nad světem.
Úpadek je v tomto světě zjevný a korupce všudypřítomná. Všechny rozdíly, mezi bohatými a chudými, vlivnými a slabými, mocnými a bezmocný, jsou zde mnohem markantnější. Stručně řečeno, Svět temnoty představuje temný a pokroucený obraz naší současnosti a reprezentuje ty nejpesimističtější představy o našem současném světě.

### Historie a hratelnost
Ačkoliv každá herní linie obsahovala samostatný a soběstačný svět, během postupného vývoje her mezi nimi vznikala stále zřetelnější propojení. Tento postup ale nebyl plánován od začátku, proto se v kosmologiích jednotlivých systému začaly objevovat odchylky a rozpory. V mnoha pozdějších doplňujících herních příručkách se objevují možné vysvětleními těchto rozdílů a nesrovnalostí, a také volitelná pravidla umožňující vzájemnou interakci mezi různými „druhy“ nadpřirozených bytostí.
S vydáváním nových prostředí se pravidla postupně zjednodušovala a standardizovala mezi jednotlivými příručkami. Na jednu stranu to vedlo k postupnému sjednocování designu her, ale na stranu druhou k neexistenci zpětné kompatibility nových příruček se starými. Chyby úplně neodstranilo ani třetí vydání her Vampire, Werewolf a Mage, a tak bylo nakonec na Vypravěčích samotných, aby interpretovali nejasnosti a kombinovali pravidla systémů, které používají.

### Publikace (prostředí)
V průběhu let 1991 až 2003 vydal White Wolf následující herní prostředí pro Svět temnoty:
- Vampire: The Masquerade
- Werewolf: The Apocalypse
- Mage: The Ascension
- Wraith: The Oblivion
- Changeling: The Dreaming
- Kindred of the East
- Hunter: The Reckoning
- Mummy: The Resurrection
- Demon: The Fallen
- Orpheus

Ty reprezentují knihy pravidel a různé rozšiřující příručky pro specifické klany, kmeny, vynálezy nebo celé městské příručky popisující jejich nadpřirozené obyvatele. Paralelně k většině těchto prostředím vytvořil White Wolf jejich verze zasazené do historie. Jedná se o následující:
- Vampire: The Victorian Age (pro konec 19. století)
- Werewolf: The Wild West (pro 19. století)
- Mage: The Sorcerer's Crusade (pro konec 15. století)
- Wraith: The Great War (pro období před a během první světové války)
- Vampire: The Dark Ages (verze pro 12. století, které byla později přetvořena do herní linie Dark Ages)
- Dark Ages (pro 13. století) s těmito verzemi:
  - Dark Ages: Vampire
  - Dark Ages: Werewolf
  - Dark Ages: Mage
  - Dark Ages: Fae (Changeling)
  - Dark Ages: Inquisitor (Hunter)

V době vlastnictví licence na rpg Ars Magica udělal White Wolf dodatečné úpravy i v této hře, aby byla kompatibilní s časovou linií Světa temnoty. Atlas Games, pozdější vlastníci práv na Ars Magicu, tyto dodatky ze hry odstranili. Podobně se zpočátku uvažovalo i o hře Exalted jako o prehistorické verzi Světa temnoty, ale k spojení obou herních linií nakonec nedošlo, přestože se v obou hrách objevují některé společné prvky.

### Konec starého Světa temnoty
Na konci roku 2003 White Wolf oznámil, že ukončí vydávání nových knih pro starý Svět temnoty sérií nazvanou Time of Judgment (Čas soudu). Tato událost je popsána z pohledu různých nadpřirozených bytostí ve čtyřech příručkách: Gehenna (pro Vampire); Apocalypse (pro Werewolf); Ascension (pro Mage) a Time of Judgment (pro zbylé herní linie).
Oznámením tohoto rozhodnutí se vydavatelé rozhodli vyplnit slib, který pro Svět temnoty existoval již od vydání první edice Vampire, která obsahuje koncept gehenny. Stejně tak se podobné náměty počítající s „koncem světa“ objevovaly i v materiálech publikovaných pro ostatní hry. Konce tři hlavních herních linií navíc doplnilo vydání románů vycházejících z oficiálních dějových linií zániku starého Světa temnoty.

## Nový Svět temnoty (new World of Darkness, nWoD)

### Pozadí
V srpnu roku 2004 White Wolf odstartoval novou řadu Světa temnoty, někdy označovanou jako nový Svět temnoty. Zatímco prostředí je velmi podobné tomu starému, zastřešujícím námětem je „temné tajemství“ s důrazem na neznámo a osobnost.
Autoři reflektovali kritiku „přeplněnosti“ světa předchozí verze, kdy se hráči mohli z oficiálně vydávaných materiálů dozvědět téměř všechny jeho tajemství a Vypravěč je tak neměl čím překvapit. Nyní zůstává mnoho detailů z prostředí a hlavně z minulosti světa neznámých nebo nejasných. V novém Světě temnoty též chybí motivy „konce světa“, což utvrzuje domněnku, že White Wolf neplánuje tuto verzi ukončit podobně jako předcházející.
Namísto vydávání celého souboru pravidel zvlášť v každé hře používá nový Svět temnoty pro všechna herní prostředí unifikovaný systém pravidel (Storytelling System), který se nachází v základní knize pravidel The World of Darkness. Ta obsahuje pravidla pro lidi bez konkrétního prostředí, udává ale základní „náladu“ her pro lidské postavy. Tím se liší od staršího systému, který definoval tolik rozdílných nadpřirozených bytostí, že lidé v něm vyznívali jako menšina a byli často nepotřební. Základná kniha nového systému byla přijatá velmi dobře a vyhrála cenu Origins Gamer‘s Choice za rok 2004.

### Nový herní systém
Pravidla nového Světa temnoty jsou oproti předchozímu systému mnohem jednodušší. Obtížnost hodu kostkami je pevně stanovená na číslo 8, zatímco předtím toto číslo upravoval Vypravěč podle obtížnosti hodu. Namísto toho se v novém systému reguluje obtížnost přidáváním nebo odebíráním kostku z jejich banku. Byla přidána myšlenka Výjimečného úspěchu, který získáte vygenerujete-li na kostkách pět a více úspěchů, a rovněž byla upravena pravidla pro Fatální neúspěch, ke kterému dochází méně častěji než v předchozích pravidlech.
Znatelně zjednodušený byl též systém boje, přičemž ve starých pravidlech mohl každý útok zahrnovat i víc než 4 hody kostkou, a bojové scény, tak byly často zdlouhavé. Nový systém používá pouze jeden hod, upravený podle obranných schopností obránce a jeho výsledkem je tak úspěch nebo neúspěch v útoku, z něj vychází i míra zranění indikovaná z počtu úspěchů.
Byla odstraněna pravidla pro charakter a chování, která vyjadřovala osobnosti postav. Místo toho nový systém přináší rysy ctností a neřestí, vycházející sedmi smrtelných hříchů a sedmi nebeských ctností.
Rys postavy Mravnost značí morální postoj postavy a míru toho nakolik je pro postavu nepříjemnější páchat skutky, které jsou pod její úrovní morálky. V každém z herních prostředí je pro nadpřirozené bytosti určená jiná verze morálky, která odpovídá jejich specifikům a reprezentuje vnitřní zápas postav.

### Publikace

#### Základní prostředí
Každé nové herní prostředí se nyní sestává z knihy pravidel, která obsahuje jen pravidla specifická pro daný typ ztvárňovaných bytostí, čímž ponechává více prostoru pro popis zvláštních aspektů konkrétního prostředí. Znatelně je také zvýšena kompatibilita mezi jednotlivými hrami, navíc všechny nadpřirozené bytosti jsou založeny na podobné struktuře herních mechanik (5 - 6 podtypů bytostí, 4 – 5 volitelných frakcí, rysy pro ovládání nadpřirozených schopností, etc.)
Tři základní hry jsou následující:
- Vampire: The Requiem (vydáno 21. srpna 2004 společně s základní příručkou The World of Darkness)
- Werewolf: The Forsaken (vydáno 14. března 2005)
- Mage: The Awakening (vydáno 29. srpna 2005)

#### Limitované série
Dodatečně ke třem hlavním herním sériím vychází každý rok nová hra. Podobně jako Orpheus pro starý Svět temnoty, vychází každá z těchto „čtvrtých her“ v limitované sérii přibližně šesti knih včetně knihy pravidel. První takovou hrou byl Promethean: The Created, vycházející hlavně z příběhů o Frankensteinovi a jemu podobných stvořeních oživených pomocí alchymie. Druhou byl Changeling: The Lost, hra založená na postavách, které byly uneseny a zotročeny vílami (podobným těm z evropského folklóru), a kterým se podařilo uniknout a nyní zjišťují, že nejsou obyčejní lidé a musí si najít nové místo na světě. Nejnovější hrou z limitovaných sérií je pak Hunter: the Vigil, pojednávající o lidech, kteří prokoukli okolní stíny a rozhodli se postavit okolní temnotě a bytostem v ní se skrývajícím.
- Promethean: The Created (vydáno 11. srpna 2006)
- Changeling: The Lost (vydáno 16. srpna 2007)
- Hunter: The Vigil (vydáno 14. srpna 2008)

#### Publikační historie
- World of Darkness (srpen 2004)
- Ghost Stories (listopad 2004)
- Antagonists (prosinec 2004)
- Mysterious Places (červen 2005)
- Chicago (prosinec 2005)
- Armory (leden 2006)
- Second Sight (duben 2006)
- Shadows of the UK (červen 2006)
- Skinchangers (červenec 2006)
- Tales from the 13th Precinct (červenec 2006)
- Shadows of Mexico (říjen 2006)
- Urban Legends (duben 2007)
- Book of Spirits (květen 2007)
- Asylum (srpen 2007)
- Reliquary (září 2007)
- Changing Breeds (říjen 2007)
- Midnight Roads (únor 2008)
- Innocents (duben 2008)
- Dogs of War (červen 2008)